# Secnidazole
Secnidazole (tên thương mại Flagentyl, Sindose, Secnil, Solosec) là một chất chống nhiễm trùng nitroimidazole. Hiệu quả trong điều trị bệnh dientamoebzheim đã được báo cáo. Nó cũng đã được thử nghiệm chống lại Atopobium vaginae.
Tại Hoa Kỳ, secnidazole được chấp thuận để điều trị viêm âm đạo do vi khuẩn ở phụ nữ trưởng thành.